# الجيل الثالث (فلم 1979)
الجيل الثالث (بالإنجليزية: The Third Generation) (بالألمانية: Die Dritte Generation) فيلم ألماني غربي لعام 1979، كوميديا سوداء عن الإرهاب، من تأليف وإخراج الألماني راينر فيرنر فاسبيندر، كما قام أيضا بالتصوير السينمائي. القصة عن خلية غير فعالة من الإرهابيين تحت الأرض الذين يخططون لإختطاف أحد رجال الصناعة.

## طاقم التمثيل
- إيدي قسطنطين: في دور بي جيه لوروز
- هانا شيجولا: في دور سوزان جاست
- مارجيت كارستنسن: في دور بيترا فيلهابر
- بول أوجييه: في دور هيلدا كريجر
- فولكر شبنجلر: في دور أغسطس
- راؤول جيمينيز: في دور بول
- هارك بوم: في دور جيرهارد جاست
- جونتر كوفمان: في دور فرانز والش
- فيتوس زيبليشال: في دور برنارد فون شتاين
- أودو كير: في دور ضيف إدجار
- هاري باير: في دور رودولف مان
- واي سا لو: في دور السي هوفمان
- يورجن دراجر: في دور هانز فيلهابر
- كلاوس هولم: في دور الأب جاست
- ليلو بيمبيت: في دور الاخت جاست[3]

## أحداث الفيلم
لورز هو رجل صناعة لديه مكتب في مبنى شاهق في برلين، يبلغ مقره الرئيسي في أمريكا أن الشركة تواجه صعوبة في بيع أنظمة الكمبيوتر المتعلقة بالأمن إلى حكومة ألمانيا الغربية في بون، ولذلك يضع لورز خطة سرية لزيادة المبيعات. في هذه الأثناء، تتلقى سوزان، سكرتيرة لورز مكالمة هاتفية برسالة نصها: (العالم، الإرادة والفكرة)، وهذه عبارة رمزية بين مجموعة سرية مكونة من ثلاثين شخصًا يساريًا من الطبقة الوسطى وإرهابيين محتملين تنتمي إليها هذه العبارة، مأخوذة من فكر الفيلسوف الألماني آرثر شوبنهاور، بهذه الكلمات، تطلق السكرتيرة سوزان مؤامرة سرية غامضة لتنبيه أعضاء الخلية الإرهابية بإجتماع قادم، وهم: أوجست بريم (زعيم العصابة) وإدجار (زوج الملحنة سوزان) وهيلدا كريجر (أستاذة التاريخ النسوية) وبيترا فيلهابور (ربة منزل تتجادل بإستمرار مع زوجها المصرفي هانز) ورودولف مان (كاتب في متجر أسطوانات). يقوم جيرهارد جاست المفتش العام للشرطة بإبلاغ لورز، أنه يخضع للمراقبة وتحت حماية الشرطة، وفي طريق العودة يصطحب المفتش جيرهارد الفتاة سوزان إبنته بالنسب ويأخذها إلي فندق لقضاء بعض الوقت بالفراش. يجلس جيرهارد جاست على مائدة العشاء مع سوزان وزوجها إدجار وإبنهما الصغير والجد والجدة عازفة البيانو، وأثناء العشاء، يقول الجد أن كل جيل يحتاج إلى حرب.
يجتمع الإرهابيون في شقة رودولف الكبيرة، لكن أغسطس منزعج من وجود زميلة رودولف في السكن إيلس هوفمان، وهي مدمنة على المخدرات، ويعتبرها أغسطس تهديدًا لأنشطتهم السرية. يخيم علي المجموعة الشعور بالملل وعدم وجود الكثير لتفعله، ولذلك تقضي المجموعة وقتها في لعب لعبة المنوبولي، إنهم ينتظرون بفارغ الصبر وصول جهة اتصال جديدة، وهو شاب أسمه بول، والذي وصل من معسكرات تدريب في إفريقيا حيث إكتسب الخبرة. تم تعيين بول للعيش مع هيلدا، ويغتصبها ولكن في اليوم التالي أصبحا صديقين. يتضح  أن أوجست بريم، زعيم بين الإرهابيين، هو في الحقيقة عميل مزدوج، فهو على اتصال سرًا بلورز الذي يريد زيادة مبيعات أجهزة الكمبيوتر الأمنية الخاصة به من خلال تمويل المجموعة الإرهابية. تتخذ شقة رودولف كمقر للإرهابيين ونقطة لقاء. تترك بيترا زوجها بدعوى العنف المنزلي، وتقرر البقاء مع رودولف. إكتملت مجموعة الإرهابيين بوصول إثنين من أصدقاء إلسي أحدهم هو صديقها السابق، فرانز والش، وهو ألماني أسود سمين وخبير متفجرات تم تسريحه مؤخرًا من الجيش. والآخر هو صديقه برنارد فون شتاين، الأرستقراطي الذي جعله ولعه بأعمال باكونين موضوع النكات. يفشل فرانز في العثور على وظيفة لكنه يتواصل مع صديقته المدمنة إلسي.
الأوقات متوترة وتزداد سوءًا عندما تطلق السلطات النار على بول في مطعم، ويشهد إدجار مصرع بول، ويرى والده، الضابط جاست، في مكان الحادث. موت بول يخيف أعضاء عصابته. تقوم بترا وبعض الإرهابيين الآخرين بسرقة نفس البنك الذي يعمل فيه زوج البتراء من أجل تمويل أنشطتهم، وأثناء فرارهم، تطلق بترا النار على زوجها وتقتله. يغيرون بشكل محموم مظهرهم وأسمائهم ويهربون من منازلهم. يوزع أغسطس المربعات الورقية على المجموعة. البعض لديه علامة والبعض الآخر لا. يحصل كل من بترا ورودولف وهيلدا على العلامات ويتعين عليهم إقتحام أحد المكاتب ليلاً لسرقة الهويات الجديدة. رودولف خائف للغاية لدرجة أنه يتبول في سرواله ويضحك عليه الآخرون. لم تدم النكتة طويلًا لأن فرانز يجد إلسي ميتة بسبب جرعة زائدة من المخدرات.
يقوم الضابط جاست بإستجواب برنارد عن مكان وجود الإرهابين، ولا يعرف برنارد بصدق ولكنه يشعر بالفضول ويتبع أغسطس دون أن يتم إكتشافه. ويرى أن لورز يعطي المال لأغسطس من أجل تمويل الأنشطة الإرهابية. بعد موت بول، يعتقد الإرهابيون أن بينهم خائن. أغسطس يجعل الآخرين يعتقدون أنه كان فرانز. قام أغسطس بإعداد فرانز بإخباره بمكان دفن إلس. ثم يتصل بالسلطات ويقتله. كما أن أغسطس يفعل الشيء نفسه مع البتراء عندما أمرت بوضع قنبلة وتم اعتراضها وقتلها من قبل الشرطة. تم القبض على برنارد من قبل الضابط غاست في المقبرة عندما حاول تحذير فرانز من أنه مكان ويخبره ألا يذهب إلى قبر إلسي. يخبر برنارد الضابط جاست بما رآه في المطعم الياباني؛ بعد أن جادلوا، سقط برنارد من على درج طويل وقتل. استغل الإرهابيون المتبقون موسم الكرنفال لارتداء أزياء متقنة للتمويه، ويختطفوا لورز يتم تصويره بالفيديو في قبو، وهو لا يزال يعتقد أن كل شيء جزء من خطته السرية ويبتسم للكاميرا.

## الإنتاج
تم إنتاج فيلم «الجيل الثالث» مباشرة بعد أن حقق فاسبيندر نجاحًا تجاريًا ونقديًا دوليًا واسعًا مع فيلم «زواج ماريا براون». انتج الفيلم شركة «أفلام تانجو» المملوكة لفاسبندر بمبلغ 800000 مارك ألماني. تم تصويره في برلين من نوفمبر 1978 إلى 22 يناير 1979. يتألف فريق التمثيل الكبير بشكل أساسي من ممثلين عملوا كثيرا مع فاسبيندر من قبل: هانا شيجولا ومارجيت كارستنسن وفولكر شبنجلر وهاري باير وجونتر كوفمان وآخرين. كما يضم نجمين عالميين: إيدي قسطنطين الذي عمل مع فاسبيندر في وقت سابق وبول أوجييه الذي لا يتحدث الألمانية وتم ترجمة الحوار إلى لغته الأم الفرنسية من قبل جوليان لورينز التي عملت كمساعدة للمخرج، وكان لها أيضًا دور كبير كمستشارة وظيفية. عمل بعض الممثلين أيضًا وراء الكواليس: هاري باير (منتجًا تنفيذيًا) وراؤول جيمينيز (مصممًا للإنتاج) وفولكر شبنجلر (مدير فني).

## استقبال الفيلم
عرض «الجيل الثالث» لأول مرة في 13 مايو 1979 في مهرجان كان السينمائي Cannes Film Festival. أشاد النقاد الأمريكيون والفرنسيون بالفيلم باعتباره الأكثر إثارة في المهرجان، ووصفته صحيفة «لوفيجارو Le Figaro» اليومية الفرنسية بأنه «تمرين سينمائي فعال في الأسلوب وواحد من أكثر الأفلام السياسية إثارة للخوف». تم عرض الفيلم في ألمانيا الغربية في سبتمبر 1979. ولم يلقي الفيلم الحماس المنشود. أشاد بعض النقاد بروح الدعابة السياسية اللاذعة للفيلم، لكنه تلقى في الغالب نقد سلبي، حيث وصفه أحد النقاد بأنه مجنون، وأثار الموضوع السياسي للفيلم الجدل. في أحد العروض في هامبورغ، تعرض القائم بعرض الفيلم للضرب حتى فقد الوعي، بينما في فرانكفورت ألقى حشد غاضب بالحامض على الشاشة، كما كانت هناك تهديدات بالقتل، ومع ذلك، يعتبر نقاد السينما الآن الجيل الثالث من أفضل أفلام فاسبيندر.
منح موقع الطماطم الفاسدة لفيلم «الجيل الثالث» تقييم 83%. وضعت صحيفة نيويورك تايمز الفيلم على قائمة أفضل 1000 فيلم على الإطلاق.

## وصلات خارجية
- الجيل الثالث (فيلم 1979)
- الجيل الثالث (فيلم 1979)